# Pokervrouw
Pokervrouw is een Belgische stripreeks die begonnen is in 1979 met Jean-Luc Vernal als schrijver en Renaud Denauw als tekenaar. Vanaf album 5 ook met Jean Dufaux als scenarist. De strip verscheen aanvankelijk in het weekblad Kuifje vanaf 1979. Het eerste album verscheen in 1983. In 2014 werd een verhaal gepubliceerd dat in de jaren tachtig geschreven werd in opdracht van de Waalse provinciestad Han-sur-Lesse.
Deze strip is gebaseerd op de televisieserie Charlie's Angels.

## Albums
Alle albums zijn getekend door Renaud Denauw, geschreven door Jean-Luc Vernal en uitgegeven door Le Lombard.
| Nummer | Titel                      |
| ------ | -------------------------- |
| 1      | Operatie olietankers       |
| 2      | Safari in de groene hel    |
| 3      | De wraak van de Mousthikos |
| 4      | Oproer in Ghafnistan       |
| 5      | De vervloeking             |
| 6      | Het bloed der Dewatah's    |
| 7      | Het oog van de Barracuda   |
| 8      | De wolvinnen van Han       |